# Reattore nucleare ad acqua pesante generatore di vapore
Il reattore nucleare ad acqua pesante generatore di vapore (in inglese Steam Generating Heavy-Water Reactor – SGHWR) era un tipo di reattore nucleare a fissione, sviluppato dai britannici, che utilizzava l'acqua pesante come moderatore e l'acqua leggera come fluido refrigerante.

## Storia
Solo un singolo reattore SGHWR è stato costruito, il piccolo reattore prototipo da 100 MW a Winfrith, spesso noto semplicemente come "Winfrith Reactor". Esso era di proprietà della United Kingdom Atomic Energy Authority (UKAEA), fu collegato alla rete nel 1967 e cessò l'attività nel 1990 dopo 23 anni di operatività. Il decommissionamento viene effettuato da "Research Sites Restoration Limited", poi confluita in "Magnox Ltd", per conto della Nuclear Decommissioning Authority (NDA).
All'inizio degli anni 1970, tipo SGHWR era stato scelto dall'Australia per 1 reattore a Jervis Bay (poi annullato nel 1971) e dal Regno Unito per 4 reattori a Sizewell B e 2 a Torness (poi fu scelto nel 1978 il tipo AGR).

## Tecnologia
Esso è simile al reattore canadese CANDU (del tipo PHWR), in quanto utilizza un reattore a bassa pressione contenente condotte ad alta pressione per il refrigerante, il che riduce i costi di costruzione e la complessità. SGHWR era un reattore nucleare ad acqua pesante, che utilizzava l'acqua ordinaria (leggera) come refrigerante, contrariamente ai precedenti progetti britannici che usavano i moderatori di grafite, il che portava a dimensioni del reattore molto grandi. A differenza di CANDU, il SGHWR utilizza un combustibile di uranio leggermente arricchito, che consente una maggiore combustione e cicli di carburante più economici. Il moderno design del reattore CANDU ACR-1000 utilizza un concetto simile, così come il CIRENE italiano, ospitato presso la centrale nucleare di Latina.
Il nocciolo del reattore di Winfrith era costituito da 104 tubi a pressione in lega di zirconio, che passavano attraverso tubi verticali di alluminio in un serbatoio (calandria) di acqua pesante. Gli elementi di combustibile nucleare nei tubi di pressione erano costituiti da fasci di barre di granuli di ossido di uranio (UO2) contenuti in lega di zirconio (arricchito tra il 2% e il 3,1%). L'acqua leggera era pompata sopra gli elementi di combustibile e bollita nel nocciolo. Il vapore risultante era trasferito direttamente alla turbina. La condensa era restituita al reattore per essere miscelata con l'acqua in ricircolazione.
Una tecnologia simile al SGHWR è l'Heavy-water moderated, boiling light-water cooled reactor – HWLWR, cioè il "reattore moderato ad acqua pesante e refrigerato ad acqua leggera"; solo due reattori questo tipo sono stati realizzati (Gentilly-1 e Fugen ATR), mentre un terzo è stato accantonato (Cirene).
Altri reattori simili al SGHWR sono:
- GENTILLY-1, in Canada, di tipo "HWLWR" (Heavy-water moderated, boiling light-water cooled reactor)[3];
- FUGEN ATR, in Giappone, di tipo "HWLWR" (Heavy-water moderated, boiling light-water cooled reactor)[4];
- CIRENE, in Italia, di tipo "HWLWR" (Heavy-water moderated, boiling light-water cooled reactor)[5][6];
- HALDEN, in Norvegia, di tipo "BWR" (Boiling water reactor), moderato e refrigerato ad acqua pesante bollente (boiling heavy water reactor)[7][8];

## Lista di reattori nucleari SGHWR
| Reattori dismessi |                     |                       |                               |                |                    |                   |                         |                        |                        |
| Nazione           | Centrale – Reattore | Potenza termica (MWt) | Potenza elettrica netta (MWe) | Fornitore NSSS | Inizio costruzione | Prima criticità   | Allacciamento alla rete | Produzione commerciale | Spegnimento permanente |
| Regno Unito       | WINFRITH – SGHWR    | 318                   | 92                            | ICL/FE         | 1º maggio 1963     | 1º settembre 1967 | 1º dicembre 1967        | 1º gennaio 1968        | 11 settembre 1990      |